# Sonic Youth

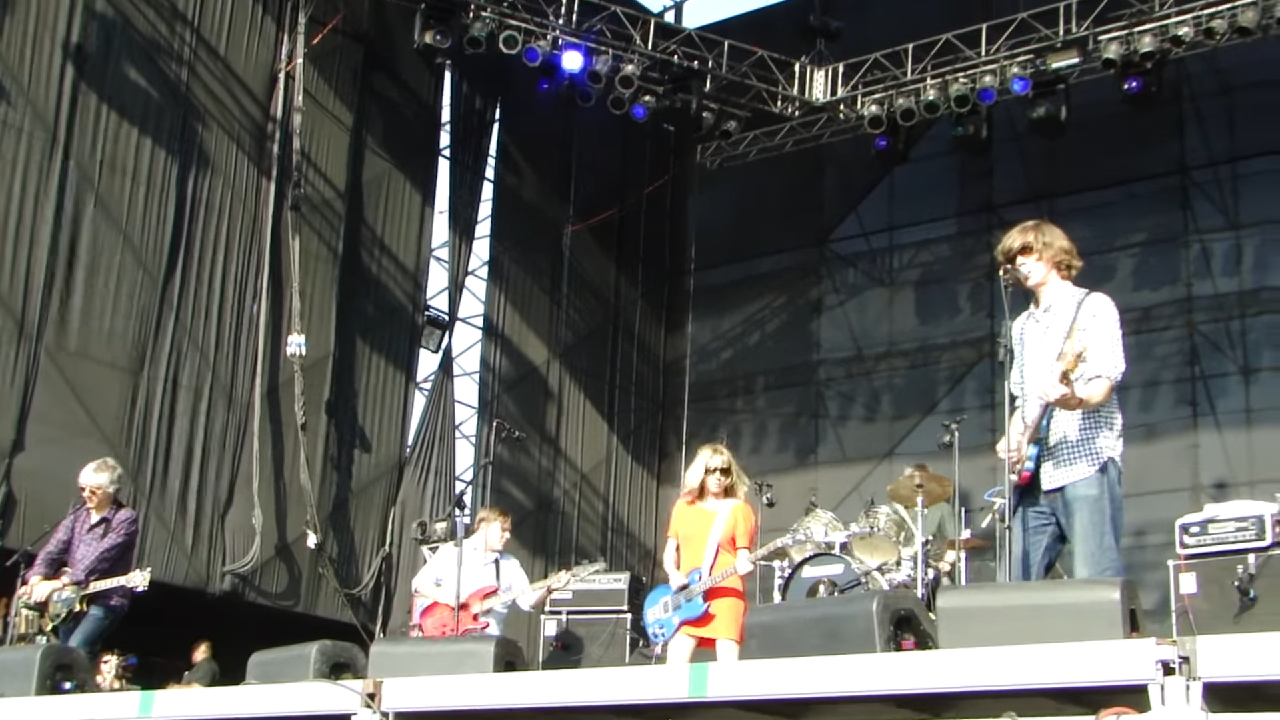
Sonic Youth 2011

Sonic Youth là một ban nhạc rock đến từ Thành phố New York, thành lập năm 1981. Các thành viên Thurston Moore (guitar, hát), Kim Gordon (guitar bass, hát, guitar) và Lee Ranaldo (guitar, hát) có mặt trong suốt lịch sử ban nhạc, trong khi Steve Shelley (trống) gia nhập năm 1985 sau khi một loạt tay trống khác vào và rời nhóm. Trong thời kỳ đầu, Sonic Youth liên quan đến giới nhạc no wave ở Thành phố New York. Ban nhạc là một phần của làn sóng noise rock đầu tiên của nước Mỹ, cũng như mang đến các nét của hardcore punk nhưng tập trung nhiều vào tinh thần do it yourself hơn là các đặc điểm riêng của hardcore.
Ban nhạc được nhạc nhà phê bình ca ngợi và có thành công thương mại tương đối, đồng thời còn ký hợp đồng với hãng đĩa lớn DGC năm 1990 và headline festival Lollapalooza 1995. Sonic Youth được ca ngợi là đã "tái định nghĩa những gì guitar rock có thể làm". Ban nhạc cũng ảnh hưởng lớn đến phong trào alternative và indie rock.
Năm 1999, âm nhạc của họ nhận được sự quan tâm của các thính giả nhạc cổ điển thế kỷ 20 và nhạc thử nghiệm với việc phát hành SYR4: Goodbye 20th Century, một album đôi gồm các nhạc phẩm của các nghệ sĩ avant-garde như John Cage, Yoko Ono, Steve Reich, Pauline Oliveros, George Maciunas, Cornelius Cardew, Nicolas Slonimsky và Christian Wolff được biểu diễn bởi Sonic Youth với các nghệ sĩ như Christian Marclay, William Winant, Wharton Tiers, Takehisa Kosugi.

## Đĩa nhạc
Các album phòng thu
- Confusion Is Sex (1983)
- Bad Moon Rising (1985)
- EVOL (1986)
- Sister (1987)
- Daydream Nation (1988)
- Goo (1990)
- Dirty (1992)
- Experimental Jet Set, Trash and No Star (1994)
- Washing Machine (1995)
- A Thousand Leaves (1998)
- NYC Ghosts & Flowers (2000)
- Murray Street (2002)
- Sonic Nurse (2004)
- Rather Ripped (2006)
- The Eternal (2009)